# Landtags- und Gemeinderatswahl in Wien 2005
- SPÖ: 55
- GRÜNE: 14
- ÖVP: 18
- FPÖ: 13

Die Landtags- und Gemeinderatswahl in Wien 2005 wurde am 23. Oktober 2005 durchgeführt und gemeinsam mit der Bezirksvertretungswahl 2005 abgehalten. Es war die erste Wahl in Wien, an der auch 16- und 17-Jährige teilnehmen konnten (das aktive Wahlalter für die Wiener Gemeinderatswahl war von 18 auf 16 herabgesetzt worden). Bei der Wahl konnte die Sozialdemokratische Partei Österreichs (SPÖ) ihre Stimmenmehrheit ausbauen und erneut die absolute Mandatsmehrheit erreichen. Die SPÖ erzielte dabei ein Plus von 2,2 %-Pkte und erreichte mit 49,1 % 55 der 100 Mandate, wobei sie ein Plus von drei Mandaten verbuchen konnte. Wahlverlierer war hingegen die Freiheitliche Partei Österreichs (FPÖ), die 5,3 %-Pkte verlor und mit einem Stimmenanteil von 14,6 % ihr schlechtestes Ergebnis seit 1987 hinnehmen musste. Die FPÖ verlor acht ihrer bisherigen 21 Mandate und stellte nur noch 13 Abgeordnete im Wiener Landtag und Gemeinderat. Ein Plus von 2,4 %-Pkte erreichte hingegen die Österreichische Volkspartei (ÖVP), die mit 18,8 % zudem zwei Mandate gewann, insgesamt 18 Mandate erreichte und die FPÖ wieder überholte. Auch Die Grünen Wien (GRÜNE) konnten Stimmengewinne verzeichnen und steigerten sich um 2,2 %-Pkte auf einen Stimmenanteil von 14,6 %. Damit konnten die Grünen um drei Mandate auf 14 Mandate zulegen. Alle übrigen Listen scheiterten hingegen am Einzug in den Landtag. 
Der Wiener Landtag und Gemeinderat der 18. Wahlperiode konstituierte sich in der Folge am 18. November 2005 und wählte an diesem Tag die Landesregierung Häupl IV.

## Ergebnisse
|                                              | Ergebnisse 2005  | Ergebnisse 2005  | Ergebnisse 2005  | Ergebnisse 2001  | Ergebnisse 2001  | Ergebnisse 2001  | Differenzen   | Differenzen   | Differenzen   |
| -------------------------------------------- | ---------------- | ---------------- | ---------------- | ---------------- | ---------------- | ---------------- | ------------- | ------------- | ------------- |
| Wahlberechtigte                              | 1.142.126        | 1.142.126        | 1.142.126        | 1.096.732        | 1.096.732        | 1.096.732        | + 45.394      | + 45.394      | + 45.394      |
| Wahlbeteiligung                              | 60,81 %          | 60,81 %          | 60,81 %          | 66,58 %          | 66,58 %          | 66,58 %          | − 5,77 %-Pkte | − 5,77 %-Pkte | − 5,77 %-Pkte |
|                                              | Stimmen          | %                | Mand.            | Stimmen          | %                | Mand.            | Stimmen       | %-Pkte        | Mand.         |
| Abgegebene Stimmen                           | 694.515          |                  |                  | 730.162          |                  |                  | − 35.647      |               |               |
| Ungültig                                     | 14.950           | 2,15 %           |                  | 12.103           | 1,66 %           |                  | + 2.847       | + 0,49        |               |
| Gültig                                       | 679.565          | 97,85 %          |                  | 718.059          | 98,34 %          |                  | − 38.494      | − 0,49        |               |
| Partei                                       |                  |                  |                  |                  |                  |                  |               |               |               |
| Sozialdemokratische Partei Österreichs (SPÖ) | 333.611          | 49,09 %          | 55               | 336.832          | 46,91 %          | 52               | − 3.221       | + 2,18        | + 3           |
| Freiheitliche Partei Österreichs (FPÖ)       | 100.780          | 14,83 %          | 13               | 144.747          | 20,16 %          | 21               | − 43.967      | − 5,33        | − 8           |
| Österreichische Volkspartei (ÖVP)            | 127.531          | 18,77 %          | 18               | 117.683          | 16,39 %          | 16               | + 9.848       | + 2,38        | + 2           |
| Die Grünen Wien (Grüne)                      | 99.432           | 14,63 %          | 14               | 89.395           | 12,45 %          | 11               | + 10.037      | + 2,18        | + 3           |
| Kommunistische Partei Österreichs (KPÖ)      | 9.969            | 1,47 %           | 0                | 4.566            | 0,64 %           | 0                | + 5.403       | + 0,83        | ± 0           |
| Liste Hans-Jörg Schimanek – BZW Wien (BZÖ)   | 7.824            | 1,15 %           | 0                | nicht kandidiert | nicht kandidiert | nicht kandidiert | + 7.824       | + 1,15        | ± 0           |
| Sozialistische LinksPartei (SLP)             | 124              | 0,02 %           | 0                | 100              | 0,01 %           | 0                | + 24          | + 0,01        | ± 0           |
| Wiener Forum (WIF)                           | 294              | 0,04 %           | 0                | nicht kandidiert | nicht kandidiert | nicht kandidiert | + 294         | + 0,04        | ± 0           |
| Liberales Forum (LIF)                        | nicht kandidiert | nicht kandidiert | nicht kandidiert | 24.669           | 3,44 %           | 0                | − 24.669      | − 3,44        | ± 0           |
| Bill Clinton - Handy Börse Fanclub (BCH)     | nicht kandidiert | nicht kandidiert | nicht kandidiert | 67               | 0,01 %           | 0                | − 67          | − 0,01        | ± 0           |
| Gesamt                                       | 679.565          | 100,00 %         | 100              | 718.059          | 100,00 %         | 100              | − 38.494      |               |               |